# Пеньківка (Тульчинський район)
Пе́ньківка — село в Україні, у Томашпільській селищній громаді Тульчинського району Вінницької області. Населення становить 270 осіб.

## Історія
Село, центр сільської Ради, розташоване по обох берегах річки Русавки, за 8 км від районного центру, з яким має автобусне сполучення.
Працюють: клуб, бібліотека, медичний пункт, дитячі ясла, млин.
Перша згадка про село в вікіпедіа записана в 1750р. хоча село Пеньківка вже було занесено на карту в 1650 році Województwa Bracławskiego (Брацлавське воєводство) – на даній карті село називається Penkowice.
7 (20) листопада 1917 року, відповідно до Третього Універсалу Української Центральної Ради, увійшло до складу Української Народної Республіки.
12 червня 2020 року, відповідно до Розпорядження Кабінету Міністрів України від  № 707-р «Про визначення адміністративних центрів та затвердження територій територіальних громад Вінницької області», увійшло до складу Томашпільської селищної громади.
19 липня 2020 року, в результаті адміністративно-територіальної реформи та ліквідації  Томашпільського району, увійшло до складу новоутвореного Тульчинського району.

## Населення

### Мова
Розподіл населення за рідною мовою за даними перепису 2001 року:
| Мова       | Кількість | Відсоток |
| ---------- | --------- | -------- |
| українська | 541       | 99.45%   |
| російська  | 3         | 0.55%    |
| Усього     | 544       | 100%     |